# San Francisco, Antioquia
San Francisco là một khu tự quản thuộc tỉnh Antioquia, Colombia. Thủ phủ của khu tự quản San Francisco đóng tại San Francisco Khu tự quản San Francisco có diện tích 373 ki lô mét vuông. Đến thời điểm ngày 28 tháng 5 năm 2005, khu tự quản San Francisco có dân số 7171 người.